# Peter Lappin
Peter John Lappin (* 31. Dezember 1965 in St. Charles, Illinois) ist ein ehemaliger US-amerikanischer Eishockeyspieler, der während seiner aktiven Karriere zwischen 1988 und 1992 unter anderem sieben Spiele für die Minnesota North Stars und San Jose Sharks in der National Hockey League auf der Position des rechten Flügelstürmers bestritten hat. Sein Sohn Nick Lappin ist ebenfalls professioneller Eishockeyspieler.

## Karriere
Lappin spielte von 1984 bis 1988 an der St. Lawrence University. In vier NCAA-Spielzeiten mit dem Universitätsteam erzielte er in 131 Spielen 85 Tore und insgesamt 187 Punkte. Im NHL Supplemental Draft 1987 wählten ihn die Calgary Flames deshalb bereits an der vierten Position aus.
Nach seiner Zeit am College spielte der US-Amerikaner zunächst zwei Jahre in der International Hockey League bei den Salt Lake Golden Eagles, ehe er im September 1989 von den Flames zu den Minnesota North Stars transferiert wurde. Dort wurde er ebenfalls hauptsächlich in der IHL eingesetzt, kam aber in der Saison 1989/90 im Dress der North Stars zu seinen ersten sechs Einsätzen in der National Hockey League. Nachdem der rechte Flügelspieler auch die gesamte Saison 1990/91 in der IHL zugebracht hatte, wählten ihn die neu gegründeten San Jose Sharks trotzdem im NHL Dispersal Draft 1991 aus. Doch auch bei den Sharks wurde Lappin die gesamte Spielzeit 1991/92 in der Minor League bei den Kansas City Blades eingesetzt. Lediglich ein Spiel auf NHL-Niveau bestritt er in dieser Saison für die Sharks. Nach der Saison 1991/92 beendete Lappin seine Profikarriere.

## Erfolge und Auszeichnungen
| - 1987 ECAC Second All-Star Team - 1987 NCAA East Second All-American Team - 1988 ECAC First All-Star Team - 1988 ECAC Player of the Year - 1988 ECAC All-Tournament Team | - 1988 ECAC Championship Tournament MVP - 1988 NCAA East First All-American Team - 1988 Turner-Cup-Gewinn mit den Salt Lake Golden Eagles - 1990 IHL Second All-Star Team - 1992 Turner-Cup-Gewinn mit den Kansas City Blades |

## Karrierestatistik
(Legende zur Spielerstatistik: Sp oder GP = absolvierte Spiele; T oder G = erzielte Tore; V oder A = erzielte Assists; Pkt oder Pts = erzielte Scorerpunkte; SM oder PIM = erhaltene Strafminuten; +/− = Plus/Minus-Bilanz; PP = erzielte Überzahltore; SH = erzielte Unterzahltore; GW = erzielte Siegtore; 1 Play-downs/Relegation; Kursiv: Statistik nicht vollständig)